# Bande dessinée européenne
La bande dessinée européenne comprend les différentes formes de bande dessinée produites sur le continent européen. À travers le précurseur Rodolphe Töpffer, l'Europe est considérée comme le berceau de la bande dessinée. La bande dessinée européenne se compose d'une mosaïque de langues, de présentations et d'affinités culturelles.

## Caractéristiques
Avec Les Amours de monsieur Vieux Bois en 1827, le Genevois Rodolphe Töpffer crée des œuvres de « littérature en estampes », considérées par le théoricien Thierry Groensteen comme l'invention de la bande dessinée. Les travaux de Töpffer sont, de son vivant, diffusés dans plusieurs pays européens. La bande dessinée, publiée dans la presse et en albums, est pendant plusieurs décennies adressée à un public adulte et lettré, à l'exception du Max et Moritz de Wilhelm Busch. Ce n'est qu'au tournant du XXe siècle que la presse enfantine s'empare de cette forme artistique (les « illustrés »).
Si des auteurs sont représentés dans de nombreux pays — ex-bloc communiste, Europe centrale et orientale — les traditions de la bande dessinée européenne sont enracinées dans l'Europe de l'Ouest : espace francophone, Espagne, Italie, Pays-Bas et Angleterre. L'ampleur du marché franco-belge lui confère une position dominante dans l'histoire de la bande dessinée européenne.
La bande dessinée européenne n'est pas un marché unifié : la circulation des œuvres se heurte à la barrière des langues, la diversité des supports (album cartonné, petits formats, fascicules courts) et les spécificités culturelles : par exemple, Tintin n'est pas particulièrement populaire en Grande-Bretagne, pas plus que Lucky Luke en Italie ou Bob et Bobette en France. 
Thierry Groensteen estime que la spécificité de la bande dessinée européenne réside « peut-être bien » dans sa dimension artisanale, par opposition aux comic books : la bande dessinée en Europe n'a pas été d'emblée conçue pour une diffusion de masse selon « un mode de production industriel » dont chaque maillon (rédacteur en chef, scénariste, crayonneur, encreur, lettreur et coloriste) est interchangeable. Il estime également que la création en Europe, contrairement à la bande dessinée américaine, a échappé à « l'hégémonie d'une thématique réductrice et stérilisante » (les super-héros). Enfin, la place de la bande dessinée en tant que mode d'expression artistique à part entière fait toujours débat.

### Documentation
- European Comic Art, revue scientifique trimestrielle sur la bande dessinée européenne, publiée depuis 2008.
- Thierry Groensteen (dir.) et collectif, Maîtres de la bande dessinée européenne, Bibliothèque nationale de France / Seuil, 2000, 208 p. (ISBN 978-2020436571).
- (en) Pascal Lefèvre, « European Comics », dans M. Keith Booker (dir.), Encyclopedia of Comic Books and Graphic Novels, Santa Barbara, Grenwood, 2010, xxii-xix-763 (ISBN 9780313357466, lire en ligne), p. 185-192.